# Brevitalea deliciosa
Brevitalea deliciosa es una bacteria gramnegativa del género Brevitalea. Fue descrita en el año 2016. Su etimología hace referencia a fastidiosa. Es aerobia e inmóvil. Catalasa y oxidasa negativas. Tiene un tamaño de 0,6-0,8 μm de ancho por 0,9-1,8 μm de largo. Forma colonias lisas, brillantes, circulares, convexas, blancas y con márgenes enteros. Temperatura de crecimiento entre 24-34 °C, óptima de 32-35 °C. Tiene un tiempo de duplicación de 7,6 horas. Tiene un contenido de G+C de 54,7%. Se ha aislado de suelo agrícola en Mashare, Namibia. 